# Улица Гвоздева
У́лица Гво́здева — улица в центре Москвы в Таганском районе между Марксистской улицей и улицей Большие Каменщики.

## История
Ранее называлась Глотов переулок по фамилии одного из домовладельцев. В 1964 году переименована в память о революционере М. А. Гвоздеве (1886—1961), бывшем директоре Платинового завода Союззолота, в 1929—1930 председателе Рогожско-Симоновского (Пролетарского) райсовета.
В 1930-е годы в переулке находились: магазин Мосснабосоавиахима, райвоенкомат Таганского р-на, 37-е отделение милиции, Покровское промышленное товарищество по производству обуви, завод огнетушителей.

## Описание
Улица Гвоздева начинается от Марксистской улицы напротив Марксистского переулка, проходит на юго-запад, пересекает Воронцовскую улицу и выходит на улицу Большие Каменщики в месте её перехода в Новоспасский проезд. На улице всего 2 жилых дома, остальные — различные учреждения.

## Здания и сооружения
По нечётной стороне:
- № 7/4 — Сберегательный банк РФ (АКСБ РФ) Люблинское отд. № 7977/01267;

По чётной стороне:
- На углу улицы Гвоздева и Воронцовской улицы находится управа Таганского района.